# District de Heshan (Yiyang)
Pour les articles homonymes, voir Heshan.
Le district de Heshan (赫山区 ; pinyin : Hèshān Qū) est une subdivision administrative de la province du Hunan en Chine. Il est placé sous la juridiction de la ville-préfecture de Yiyang.